# Даляньвань
Залив Даляньвань (кит. 大连湾) — залив, омывающий юго-восточное побережье Ляодунского полуострова, Китай. Город Далянь расположен на южном берегу залива. Не замерзает круглый год, в то время как залив Цзяочжоувань, расположенный в северо-восточной стороне полуострова, непригоден для кораблей в течение четырёх зимних месяцев.
Залив был местом встречи для Британского флота в операции 1860 года против Китая во время Второй опиумной войны.